# 特種作戰突擊步槍
特種作戰突擊步槍（英語：Special Operations Assault Rifle）是一款由菲律宾法弗蘭斯特製品工業（英語：FERFRANS）公司改進設計至M16A1、AR-15和M4等步槍及生產的一系列突击步枪及卡宾枪系統，發射5.56×45毫米北約口徑步枪子弹。

## 概述
FERFRANS公司生產的特種作戰突擊步槍是一枝以閉鎖的轉拴式槍栓射擊的擊發調變式5.56×45毫米北約口徑突擊步枪。它裝有長行程活塞氣動式操作系統，利用燃燒裝藥所釋放的高壓火藥燃氣，通過槍管在接近槍口的位置的一個氣導孔推動活塞連桿以驅動槍機等運動部件。特種作戰突擊步槍亦採用了獨特的專利射速降低系統（英語：FERFRANS RRS），在不影響槍管長度以下降低發射速率至650發／分鐘。

## 衍生型
目前已知特種作戰突擊步槍的衍生型包括10.5英吋（266.7毫米）、11.5英吋（292.1毫米）以及14.5英吋（368.3毫米）槍管版本。目前已知還有升級型號被命名為10.5 Mk 2、10.5 Mk 2-2以及11 Mk 2。

## 使用國
- 印度尼西亞
- 马来西亚：特別行動指揮部
- 菲律賓：特別行動隊[1]
- 秘魯
- 美国：特種武器和戰術部隊[1]

## 資料來源
1. 1 2 3 4   （页面存档备份，存于） Retrieved on March 15, 2010.
2. 1 2  FERFRANS SOAR AR-Type CQB Subcarbines/SBRs. （页面存档备份，存于） Retrieved on October 27, 2007.
3. ↑  Special Operations Assault Rifle and 5.56 bullet 的存檔，存档日期2010-11-06. Retrieved on October 27, 2007.
4. ↑  gallery. 的存檔，存档日期2009-02-03. Retrieved on August 4, 2008.

## 外部連結
- （英文）—Official Page
- （英文）—Defense Review
- （简体中文）—D Boy Gun World（槍炮世界）—菲律宾的新AR系列 （页面存档备份，存于）